# Duewag GT10 NC-DU
GT10 NC-DU – oznaczenie niemieckiego wagonu tramwajowego produkowanego w latach 1986–1993 przez firmę DUEWAG jako typ GT8 NC-DU (ośmioosiowe, zostały w późniejszym czasie przebudowane). 

## Historia

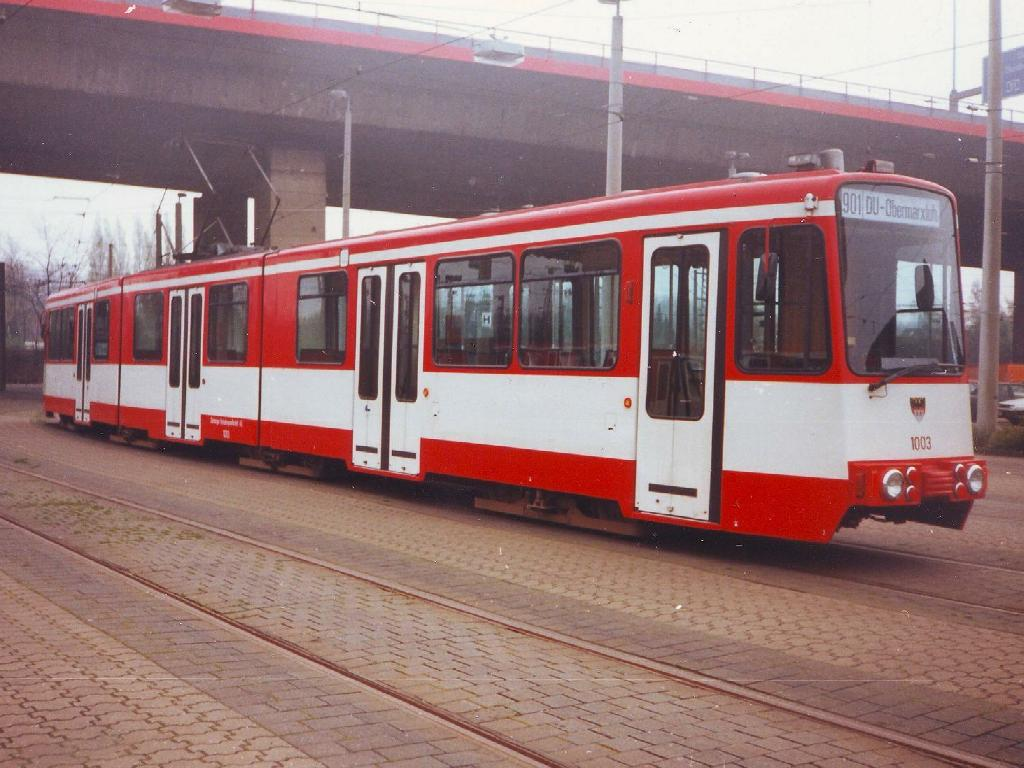
Tramwaj DUEWAG GT8 NC-DU, jeszcze przed przebudowa na typ GT10 NC-DU

W 1992 roku niemieckie miasto Duisburg potrzebowało nowych lekkich pojazdów szynowych, w celu obsługi sieci szybkiego tramwaju. Jednym z warunków w przetargu na dostarczenie nowych wozów było dostarczenie takich tramwajów, których nadwozie nie było szersze od 2,20 m.
Od początku 1970 roku na rynku niemieckim sprzedawany był tramwaj Düwag N8C, jednak jego zakup do Duisburga nie wchodził w rachubę (szerokość N8C to 2,30 m). Powodem tego istotnego ograniczenia była zbyt mała odległość położonych obok siebie torów tramwajowych.
W 1984 roku w zakładach DUEWAG podpisano umowę na budowę pierwszych 14 wagonów, jeszcze w oryginalnej wersji ośmioosiowej. 
W 1986 roku rozpoczęła się budowa pierwszych egzemplarzy (numery wozów to 1001-1014). Po dostarczeniu kursowały na liniach 901 i 904, a po zamknięciu pętli na końcu linii 901 wykorzystanie tych dwukierunkowych wozów na niej jest obowiązkowe.
Po otwarciu tunelu kolejowego w centrum miasta Duisburg w 1992 roku, tramwaje tego typu pojawiały się na liniach 901, 902 i 903. Jednak krótko potem dała się we znaki zbyt mała zdolność przewozowa tych tramwajów. Zdecydowano się powiększyć ich pojemność.
Przebudowa 45 tramwajów rozpoczęła się w 1996 roku i trwała do 1997. Po przebudowie długość wynosi 32,64 metrów, nazwa została zmieniona z GT8 NC-DU na GT10 NC-DU (zmiana nazwy była związana ze zwiększeniem liczby osi w wózkach), dodany został także czwarty, niskopodłogowy człon. Dozwolona maksymalna prędkość jazdy spadła po tej konwersji do 60 km/h. Wcześniej pojazdy tego typu rozwijały prędkość 70 km/h.